# Bugatti EB 118
La Bugatti EB 118 è una concept car con carrozzeria coupé prodotta nel 1998 dalla casa automobilistica francese Bugatti in collaborazione con Italdesign Giugiaro.

## Descrizione
È la prima vettura sviluppata da Bugatti dopo l'acquisizione da parte della Volkswagen. La carrozzeria è di tipo coupé a 2 porte ed è stata presentata al Salone di Parigi del 1998. Bugatti commissionò il progetto dell'EB 118 a Giorgetto Giugiaro della Italdesign. L'EB 118 è alimentato da un motore W18 da 6,3 litri ed è dotata di un sistema di trazione integrale permanente derivato dalla Lamborghini Diablo.